# 212. poljska artilerijska brigada (ZDA)
212. poljska artilerijska brigada (izvirno angleško 212th Field Artillery Brigade) je bila poljska artilerijska brigada Kopenske vojske Združenih držav Amerike.